# 龍瑛宗
龍瑛宗（1911年8月25日—1999年9月26日），本名劉榮宗，因「龍瑛宗」的日語發音與其本名相同而作為筆名。生於臺灣新竹州竹東郡北埔庄（今新竹北埔），是一位客家裔臺灣作家。 
龍瑛宗於日治時期自臺灣商工學校商科（今開南商工）畢業後，即進入銀行界服務。1937年發表第一篇以日文書寫的小說〈植有木瓜樹的小鎮〉，獲得東京《改造》雜誌懸賞小說佳作，於文壇嶄露頭角，發表小說、新詩、評論等不同類型的作品，同時結交藝文界人士，陸續加入「文藝首都」、「臺灣文藝家協會」等組織，並擔任刊物《文藝臺灣》等刊物的編輯委員。1942年辭去銀行工作，擔任《臺灣日日新報》編輯。同年年底，龍瑛宗與張文環、西川滿、濱田隼雄等同時獲選為「第一屆大東亞文學者大會」臺灣代表，前往東京與會。終戰之後，由於報刊日文版全面廢除，龍瑛宗重返金融界，直至1976年退休，期間仍陸續以日文發表作品。1980年，龍瑛宗克服語言障礙，發表第一部華文長篇小說〈杜甫在長安〉，再度引起文壇重視，1985年出版小說集《午前的懸崖》。
臺灣作家葉石濤盛讚龍瑛宗是「日據時代最有世界性規模的作家」，他的作品結合寫實主義、自然主義、現代主義、日本新感覺派和超現實主義，跨越語言和時代，發展出唯美又冷冽的獨特寫作風格。

## 生涯概略

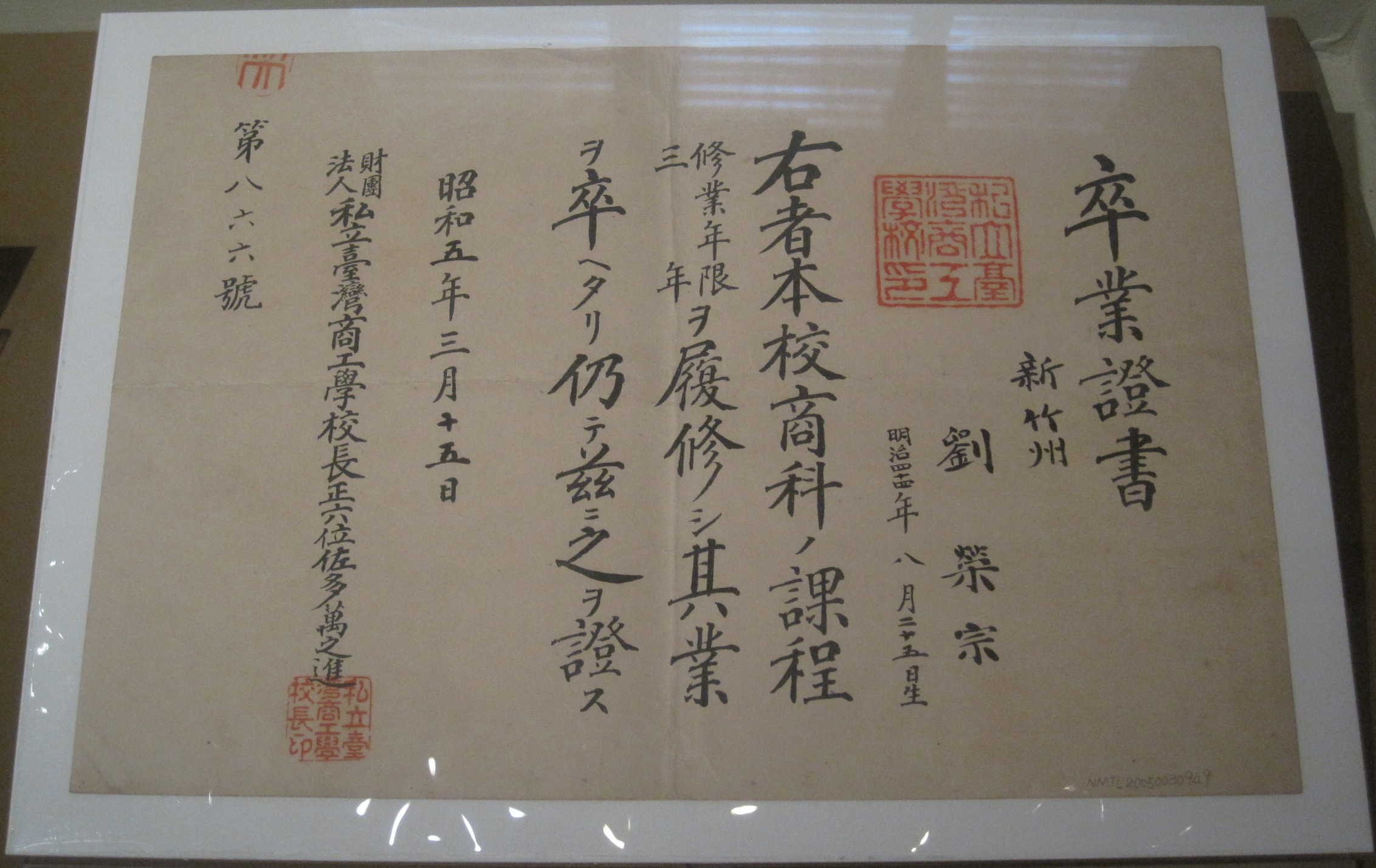
龍瑛宗（劉榮宗）的臺灣商工畢業證書

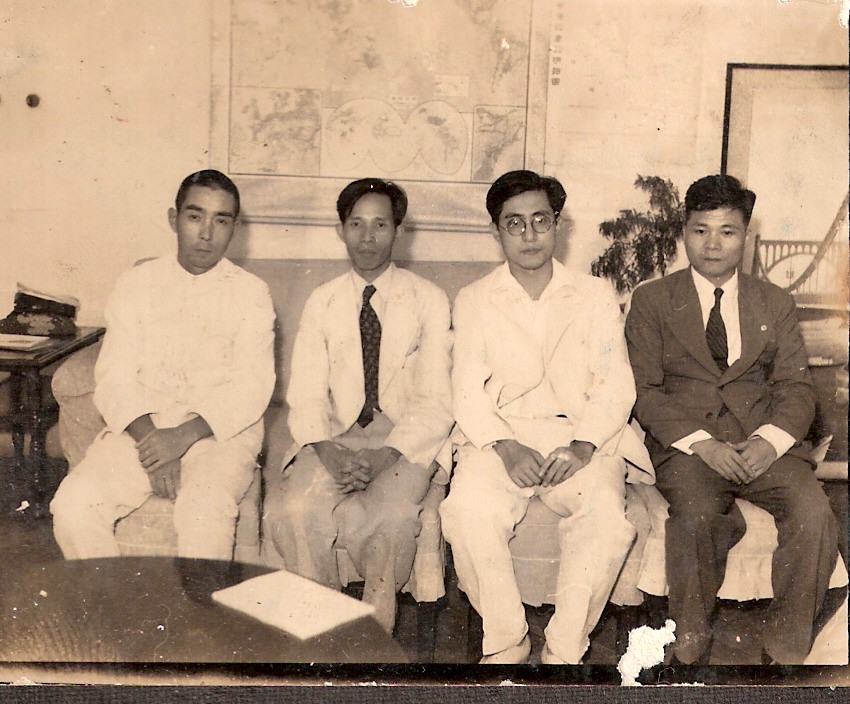
濱田隼雄、龍瑛宗、西川滿、張文環合照（1942）

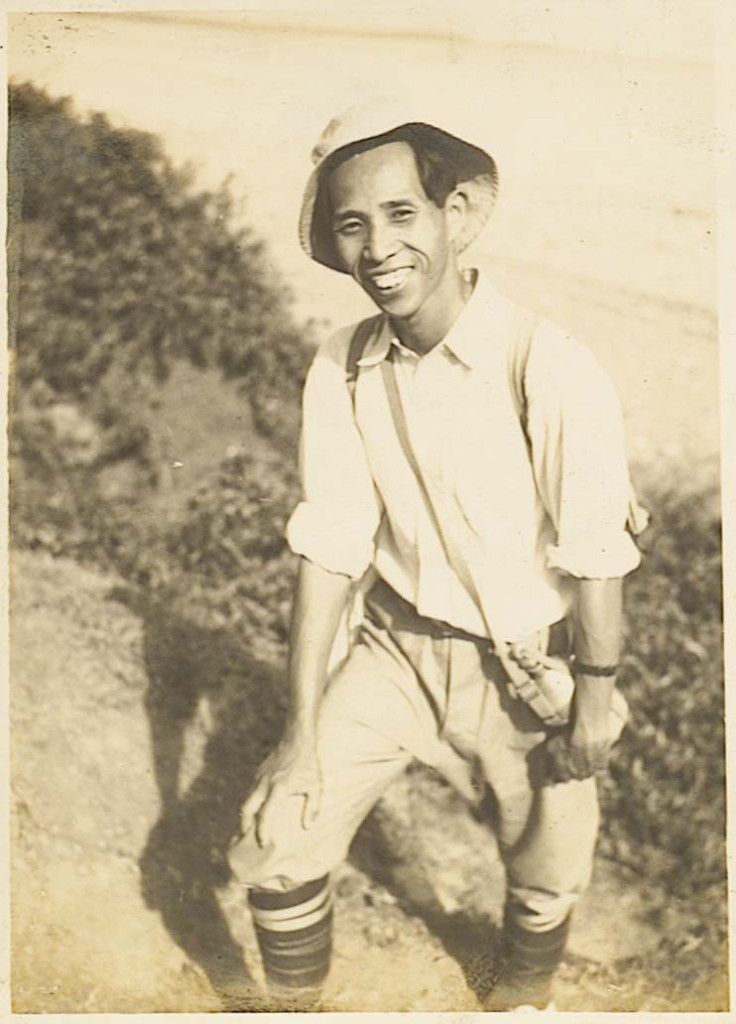
龍瑛宗登山留影（1960）

龍瑛宗1918年開始到漢文私塾彭家祠學習，但隨後私塾遭日本警察關閉，使其喪失學習漢文的機會。1919年進入北埔公學校就讀，之後於1927年自北埔公學校高等科（二年制）畢業，同年入學臺灣商工學校，1930年3月畢業，獲師長佐藤龜文次的推薦，以優異的成績進入臺灣銀行臺北總行，並調往南投支店。因身為客家人不諳臺語，曾遭日人主管以「臺灣人不懂臺灣話」無理斥責。1934年轉調至臺北總行營業部。由於任職圖書館的友人張德豊幫忙，得以借閱大量的世界文學名著。
1935年與李耐結婚。1937年，憑著師承兩位在臺日籍作家的啟蒙與自學的努力，發表以日文寫作的處女作－（植有木瓜樹的小鎮）前進文壇，獲得日本知名文藝雜誌《改造》的小說佳作推薦獎，是殖民地出身的臺灣作家首次獲獎。1941年，被調至臺灣銀行花蓮支店，隔年1942年辭去銀行工作，返回臺北，由皇民奉公會幹部推薦進入《臺灣日日新報》擔任「兒童新聞」編輯，與張文環、呂赫若、楊逵同為「戰爭期」最重要小說家，戰前發表小說計23篇。1946年3月前往臺南任職《中華日報》編輯部日文編輯員，10月25日因政府政策廢除報章雜誌日文版而失業。1949年再度重返臺北金融界，任職於合作金庫事務員，直到1976年退休。
在文學表現上，龍瑛宗以日本教育知識份子的觀點，反映日治末期臺灣人在殖民統治下的衝突、挫敗及哀傷。戰後政權更迭，經歷通貨膨脹的困頓歲月，龍瑛宗仍從事日文新聞撰寫與文章創作。1980年，龍瑛宗克服語言障礙，終於以中文寫出首篇小說〈杜甫在長安〉，再度引起文壇注意及肯定。此後大量創作以中文書寫的小說、雜文與評論，其作品多達百餘篇。
1999年，因肺炎併發急性呼吸衰竭，病逝於臺北市仁愛醫院。

## 文學生涯

### 文學生涯初期
龍瑛宗出生於新竹北埔，一個樸素的客家村落；其父親為商人，家世背景與日治時期大多臺籍作家相比略顯貧窮；且其體質瘦弱又個性內向。就讀公學校五年級時，老師成松富夫給他看《萬葉集》，引起了他對文學的興趣，並自此開始投入閱讀各種文學作品。在就讀於臺灣商工學校以及進入臺灣銀行工作後，他更養成了大量閱讀世界文學名著的習慣。

### 戰後初期到轉折
1947至56年，也是龍瑛宗文學生涯的第二個十年，因經濟與政治因素，主要作品只有未刊稿短篇〈故園秋色〉一篇。1964年，《臺灣文藝》創刊，吳濁流任社長並邀請他擔任編輯委員，同時，鍾肇政協助小說部分編輯。同年十月，其〈美麗島·臺灣〉刊於《今日之中國》第二卷第十期。
1965年，受聘為「今日之中國社」編輯委員會主筆，並負責譯介臺灣小說；他在《今日之中國》向海外介紹並刊載文心、鍾理和、廖清秀、鍾肇政、陳火泉、林海音等人作品。1967年，創作另一篇遊記式作品〈澎湖紀行–蔓蔓夏草呦 身經百戰的戰士們無常的夢痕〉，以旅遊散文形式夾雜歷史典故寫成，介紹少有人知的松島紀念館與妓院街「埔仔尾丁」還有漁翁島的燈塔。1968年，創作〈臺北的今昔〉描繪臺北的變遷。1969年，創作〈在潮州鎮〉描寫其對潮州鎮的印象：「這椰子與香蕉的小鎮。這是除了炎熱之外，別無特異處的小鎮」。
1974年，以中文作條列式報導〈新春閑談復興國劇〉，刊於合作金庫《作業動態簡訊》稽核第八號。1967至76年，其文學紀元進入第四個十年；他於合庫屆齡退休，回到文學創作崗位，初期只發表幾篇短文，最後興起以日文書寫傳記的想法。1977年，在台北「芳蘭美術會」的展場意外重逢北原政吉，北原鼓勵他再次以日文寫作。這幾年間，他陸續推出新作，以日文寫成〈夜流〉、〈日黑風高〉、《紅塵》等脫稿；張良澤為之翻譯〈植有木瓜樹的小鎮〉刊於《前衛叢刊》第二期。1978年11月，《大學雜誌》第一一九期「文學．時代．傳統」專題刊出多位作家訪談紀錄，其中有訪談他整理成的〈日據時代的臺灣文壇〉一篇。1979年，再度推敲《紅塵》至2月底；後來，鍾肇政將之翻譯連載於《民眾日報》副刊。遠景出版社出版《光復前臺灣文學全集》，其中第七集收有其〈植有木瓜樹的小鎮〉等七篇小說，由張良澤、鍾肇政譯為中文。同年7月，日文自傳小說〈夜の流れ〉刊於日本。8月，自譯〈夜流〉刊於《自立晚報》。11月23日，以中文寫成的〈斷雲〉脫稿。

## 評價
在《龍瑛宗傳》一書中，周芬伶引用朱耀偉的《當代西方批評論述的中國圖像》解釋龍瑛宗在語言上的困境，「一個轉換國籍與語言的作家，彷彿死了一次，如果移民作家是『形而上』的流放，是『自動的他者』或是『他者的他者』，他會經歷一段真空時期，變成空心人，然後成為另一種更頑強的人，因為他是自動的，還擁有些許的自由。那麼殖民地轉換國籍與語言因為是非自動的他者或者說是被動的他者，被強迫改造成另一種人，他會經歷一段類似死亡的黑暗時期，而且這段時間相當長，有些人熬過去就能重生，熬不過去只能成為前朝『遺民』，那是另一種死亡。」

## 作品

### 出版
- 龍瑛宗/著，《杜甫在長安》，臺北市：聯經出版社，1987年。
- 龍瑛宗/著，張恆豪/編，《龍瑛宗集》，前衛出版社，1991年。
- 龍瑛宗/著，《夜の流れ 夜流 》，地球出版社，1993年。
- 龍瑛宗/著，《紅塵》，遠景出版社，1997年。
- 龍瑛宗/著，《濤聲》，桂冠圖書公司，2001年。
- 龍瑛宗/著，《龍瑛宗全集》中文卷，國家臺灣文學館籌備處，2006年。
- 龍瑛宗/著，《龍瑛宗全集》日文卷，國立臺灣文學館，2008年。
- 河原功、下村作次郎、中島利郎等人/編選，《臺灣長篇小說集》，東京都綠蔭書房，2002年。該有收錄幾篇龍瑛宗的小說作品。
- 河原功、下村作次郎、中島利郎、黃英哲等人/編選，《日本統治期臺灣文學臺灣人作家作品集》，東京都綠蔭書房，1999年。該有收錄幾篇龍瑛宗的小說作品。

### 收錄
- 龍瑛宗的日文新詩〈夜與晨之歌〉、〈花蓮港回想〉，戰後由臺灣詩人陳千武翻譯成中文，之後被收錄在陳明臺主編的《陳千武譯詩選集》裡。[7]
- 龍瑛宗的日文詩作〈在南方的夜晚〉、〈印度之歌〉，戰後被人翻譯成中文，之後收錄在林瑞明主編《國民文選‧現代詩卷I》。[8]

## 外部連結
- 國家圖書館-當代文學史料系統[永久]
- 臺灣文學步道:龍瑛宗 活躍於戰爭時期的小說家 （页面存档备份，存于）
- 國立臺灣文學館文學知識平臺>小事典>3月，龍瑛宗擔任「中華日報」日文版「文藝欄」主編[永久]
- 龍瑛宗文學藝術教育基金會>龍瑛宗介紹 （页面存档备份，存于）
- 當代客家文學史料系統>龍瑛宗
- 華文臺北文學館>華文作家資料庫>龍瑛宗[永久]
- 台灣新文學史-陳芳明教授主講-【龍瑛宗】
- 台灣新文學史-陳芳明教授主講-【龍瑛宗-〈植有木瓜樹的小鎮〉】
- 台灣新文學史-陳芳明教授主講-【龍瑛宗-〈台北的表情〉】